# Migneauxia grandis
Migneauxia grandis es una especie de coleóptero de la familia Latridiidae.

## Distribución geográfica
Habita en los territorios que antes se llamaban África Ecuatorial Francesa.